# Stuart Burrows
James Stuart Burrows (Cilfynydd, 7 febbraio 1933 – Cardiff, 29 giugno 2025) è stato un tenore britannico, noto soprattutto come interprete mozartiano.

## Biografia
Stuart Burrows nacque nei pressi di Pontypridd nel 1933, secondo dei tre figli di Gladys Powell ed Albert Burrows; nacque nella stessa via di Cilfynydd, William Street, che undici anni prima aveva dato i natali a Geraint Evans, che, come lo stesso Burrows, sarebbe diventato uno dei più importanti nomi gallesi del mondo del melodramma. Cominciò a cantare durante l'infanzia, nel coro della chiesa locale e negli spettacoli natalizi. Nel 1943 cominciò a cantare per i veterani negli ospedali durante la seconda guerra mondiale, affermandosi come una delle più popolari voci bianche del Galles meridionale. Proseguì gli studi con Dan Jones e, giunto all'età adulta, poté contare su una bella voce da tenore lirico. Dopo il servizio militare con la Royal Air Force, studiò per diventare insegnante a Carmarthen, alternando all'insegnamento al rugby semi-professionistico. Nel 1959 vinse un concorso per tenori alla Royal National Eisteddfod di Caernarfon, a cui seguì la vittoria del David Ellis Prize. Nel marzo 1960 cantò insieme al concittadino Evans davanti alla principessa Alessandra alla Royal Albert Hall.
Burrows lavorava ancora come insegnante quando, nel 1963, fece il suo debutto con la Welsh National Opera cantando come Ismaele nel Nabucco; nella stessa stagione cantò come Rodolfo ne La bohème e lasciò l'insegnamento per dedicarsi interamente all'opera nell'aprile 1964. Nel maggio 1966 Igor' Fëdorovič Stravinskij lo invitò ad interpretare l'eponimo protagonista nel suo Oedipus Rex ad Atene e Oxford, diretto da Antal Doráti. Nel 1967 esordì alla San Francisco Opera come Tamino ne Il flauto magico; nello stesso anno fece il suo debutto al Covent Garden e nel corso della sua prima stagione cantò una serie di ruoli minori, come il Primo prigioniero in Fidelio, Beppe in Pagliacci e il marinaio di Daland ne L'olandese volante. Ben presto cominciò a cantare alla Royal Opera House in ruoli di maggior rilievo, come Tamino durante la stagione 1968, accanto al Papageno di Geraint Evans. 
Fu nel ruolo di Tamino che esordì alla Wiener Staatsoper nel marzo 1970, tornandovi poi due mesi più tardi come Don Ottavio nel Don Giovanni; aveva già sostenuto la parte di Don Ottavio al Convent Garden con Tito Gobbi nel ruolo dell'eponimo protagonista nel 1968 e proprio Don Ottavio sarebbe diventato uno dei suoi cavalli di battaglia. Fu proprio nei panni di Don Ottavio che esordì all'Opéra national de Paris nel 1975 e al Metropolitan Opera House nel 1971, ottenendo il plauso del New York Times. Nelle dodici stagioni successive avrebbe calcato le scene del Met in una cinquantina di rappresentazioni, come Don Ottavio nel Don Giovanni, come Tamino nel Flauto magico, come Pinkerton nella Madama Butterfly (accanto alla Cio-Cio-San di Leontyne Price), come Alfredo ne La traviata (accanto alla Violetta di Beverly Sills), come Belmonte ne Il ratto dal serraglio e come eponimo protagonista ne La damnation de Faust. Fu sempre durante gli anni settanta che incise alcune delle sue interpretazioni di maggior successo: fu Don Ottavio in due registrazioni del Don Giovanni (dirette rispettivamente da Colin Davis per Philips nel 1973 e da Georg Solti per Decca nel 1975) e Lenskij nell'Eugenio Onegin diretto da Solti nel 1974. Nel 1978 esordì al Teatro alla Scala come protagonista de La damnation de Faust e ottenne un grande successo alla Wigmore Hall con il To Julia di Roger Quilter. L'anno dopo fu Ernesto del Don Pasquale al Covent Garden e l'eponimo protagonista nell'Idomeneo, re di Creta. 
Nel 1980 fu l'Alfredo di Kiri Te Kanawa ne La traviata alla Royal Opera House. Continuò a cantare regolarmente al Covent Garden per il resto degli anni ottanta, come Don Ottavio, Pamino, Lenskij, Faust, ma anche Tito ne La clemenza di Tito, ruolo con cui cantò per l'ultima colta alla Royal Opera House il 10 aprile 1989. Nel 1981 cantò per l'ultima volta a San Francisco, come Des Grieux accanto a Reri Grist nella Manon di Jules Massenet. Nel 1984 cantò un'aria in gallese ai funerali di Richard Burton. Sempre durante lo stesso decennio fu il protagonista di un proprio show su BBC Two, Stuart Burrows Sings, in onda per otto anni; in esso cantava arie d'opera e canzoni popolari insieme ad ospiti quali Isobel Buchanan, Marie McLaughlin e Valerie Masterson.
Fu sposato con Enid Lewis dal 1957 alla morte, avvenuta nel giugno 2025 all'età di 92 anni. La coppia ebbe due figli.

## Discografia (parziale)
- 1971 - Maria Stuarda - Beverly Sills, Eileen Farrell, Louis Quilico. Aldo Ceccato. Westminster Records
- 1972 - I racconti di Hoffmann - Beverly Sills, Norman Treigle, Susanne Marsee. Julius Rudel. EMI
- 1972 - Anna Bolena - Beverly Sills, Shirley Verrett, Paul Plishka. Julius Rudel. EMI
- 1973 - Don Giovanni - Ingvar Wixell, Wladimiro Ganzarolli, Martina Arroyo, Kiri Te Kanawa, Mirella Freni, Richard Van Allan, Luigi Roni. Colin Davis. Philips
- 1976 - La clemenza di Tito - Frederica von Stade, Janet Baker, Lucia Popp. Colin Davis. Philips
- 1978 - Don Giovanni - Margaret Price, Bernd Weikl, Sylvia Sass. Georg Solti. Decca
- 1985 - Messiah - Margaret Price/Hanna Schwarz/Simon Estes/Symphonie-Orchester/Chor Des Bayerischen Rundfunks/Sir Colin Davis, 1985 Philips